# Нарінецький водоспад
Наріне́цький водоспад — водоспад в Українських Карпатах, на потоці Норецький (ліва притока річки Женець). Розташований на межі сіл Микуличин і Татарів, підпорядкованих Яремчанській міськраді Івано-Франківської області. Шлях до водоспаду проходить по екомаршруту через полонину «Залім».  
Загальна висота перепаду води — бл. 9 м. Водоспад утворився в місці, де потік перетинає потужну товщу пісковиків. Неподалік (за бл. 1800 м) від Нарінецького водоспаду розташований Женецький водоспад. 

## Етимологія назви
Назва водоспаду походить від перекрученої назви потоку Норецький. 

## Світлини та відео

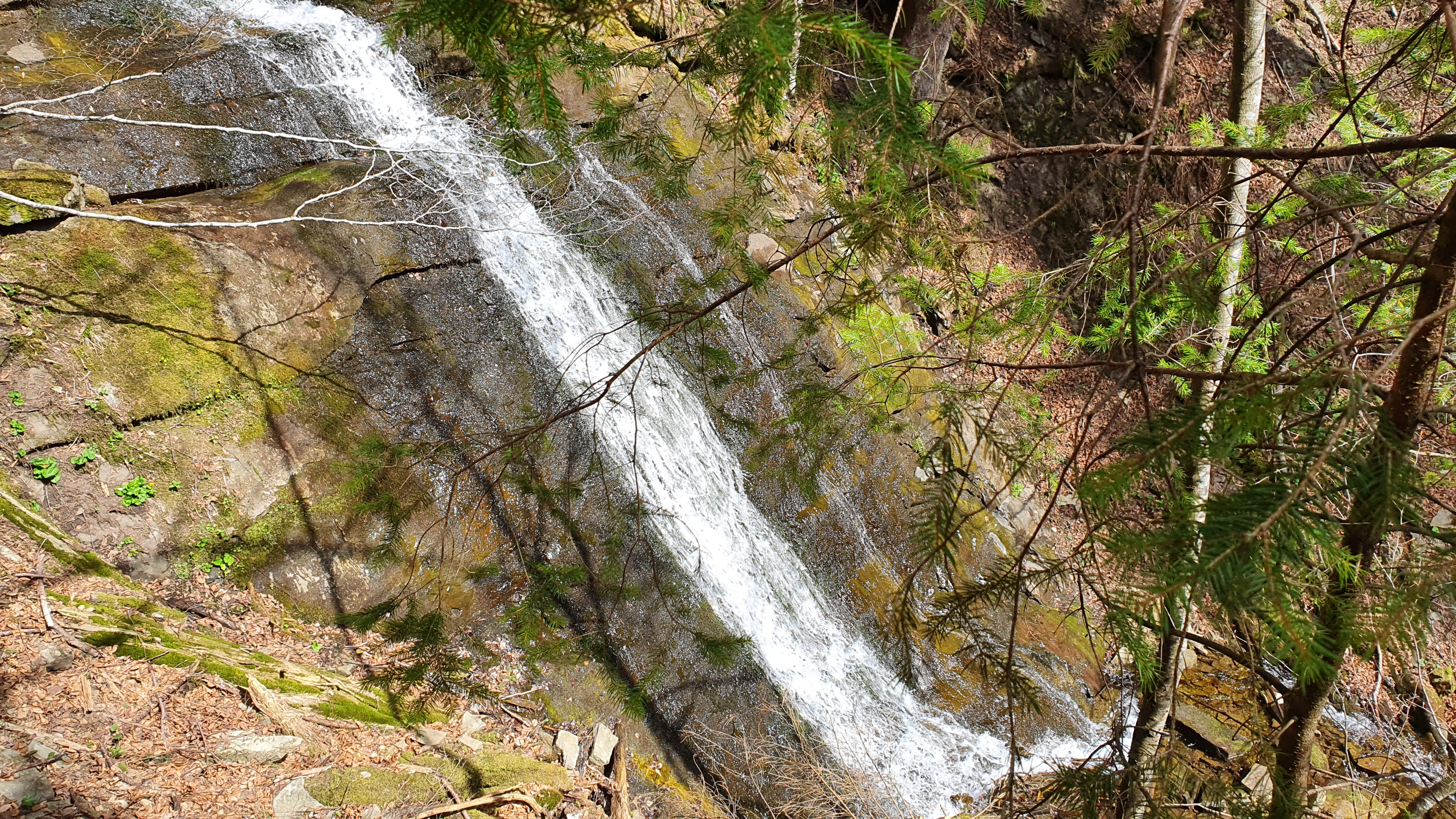
Вид збоку
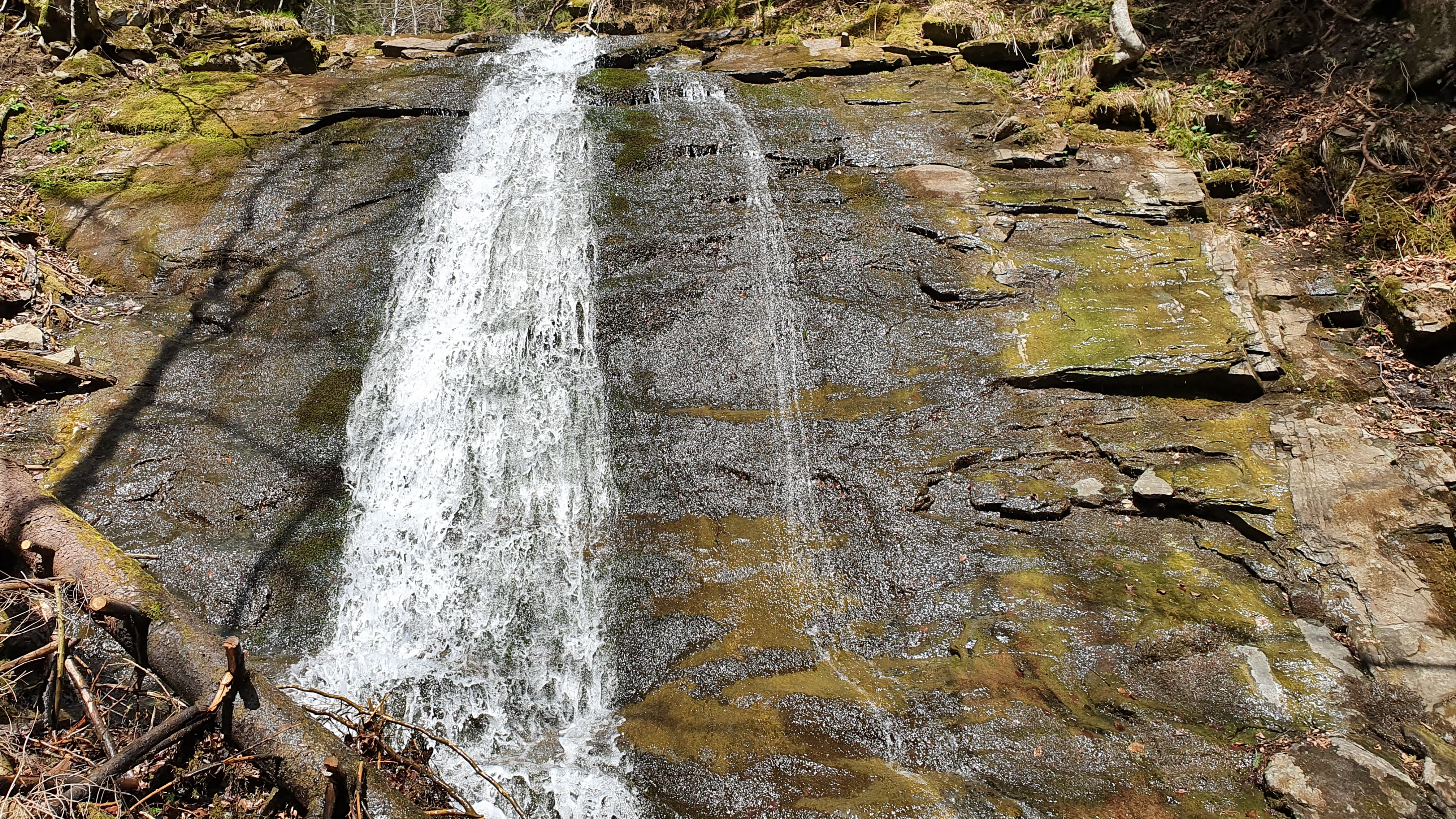
Водоспад спереду
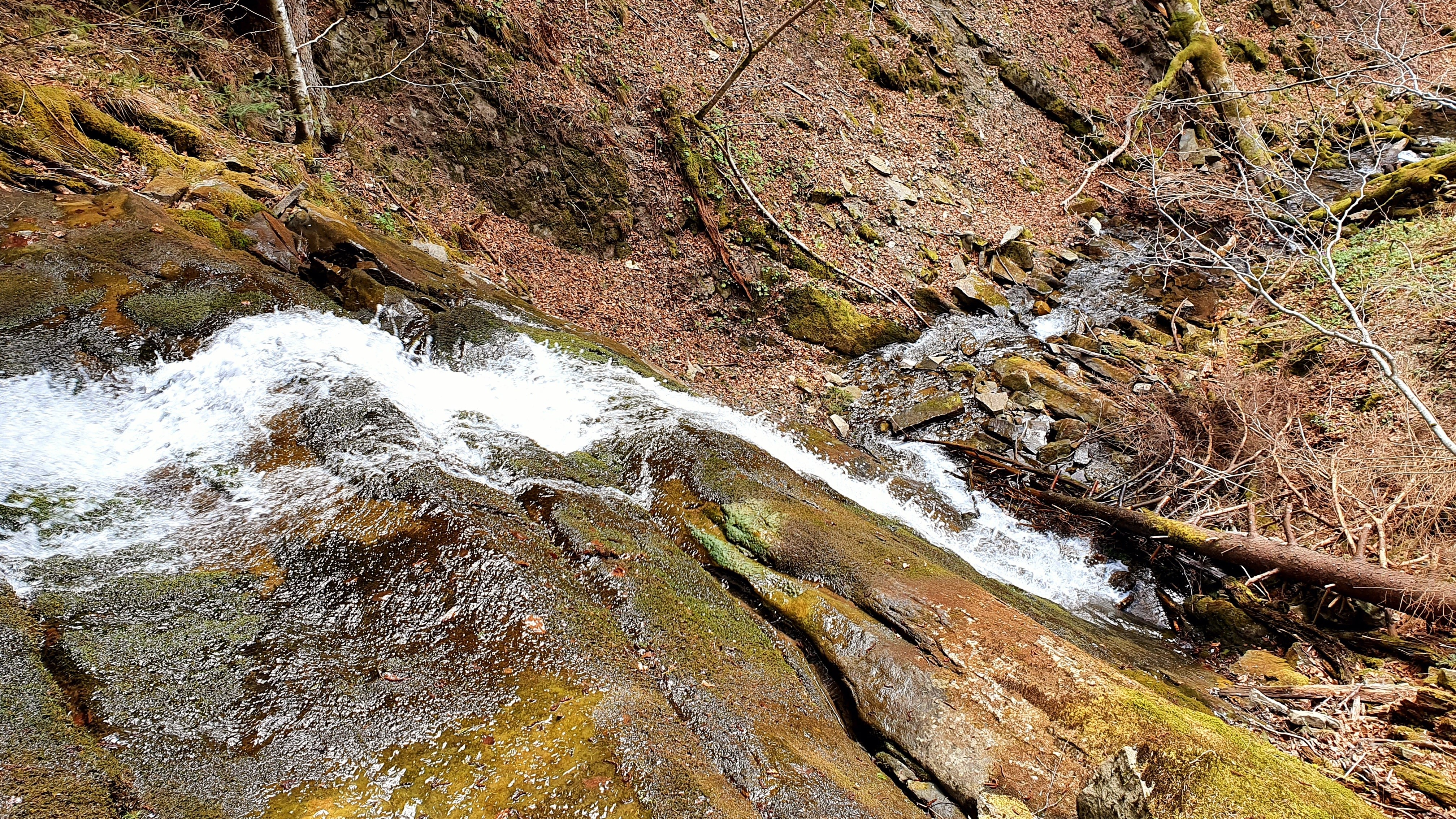
Вид зверху
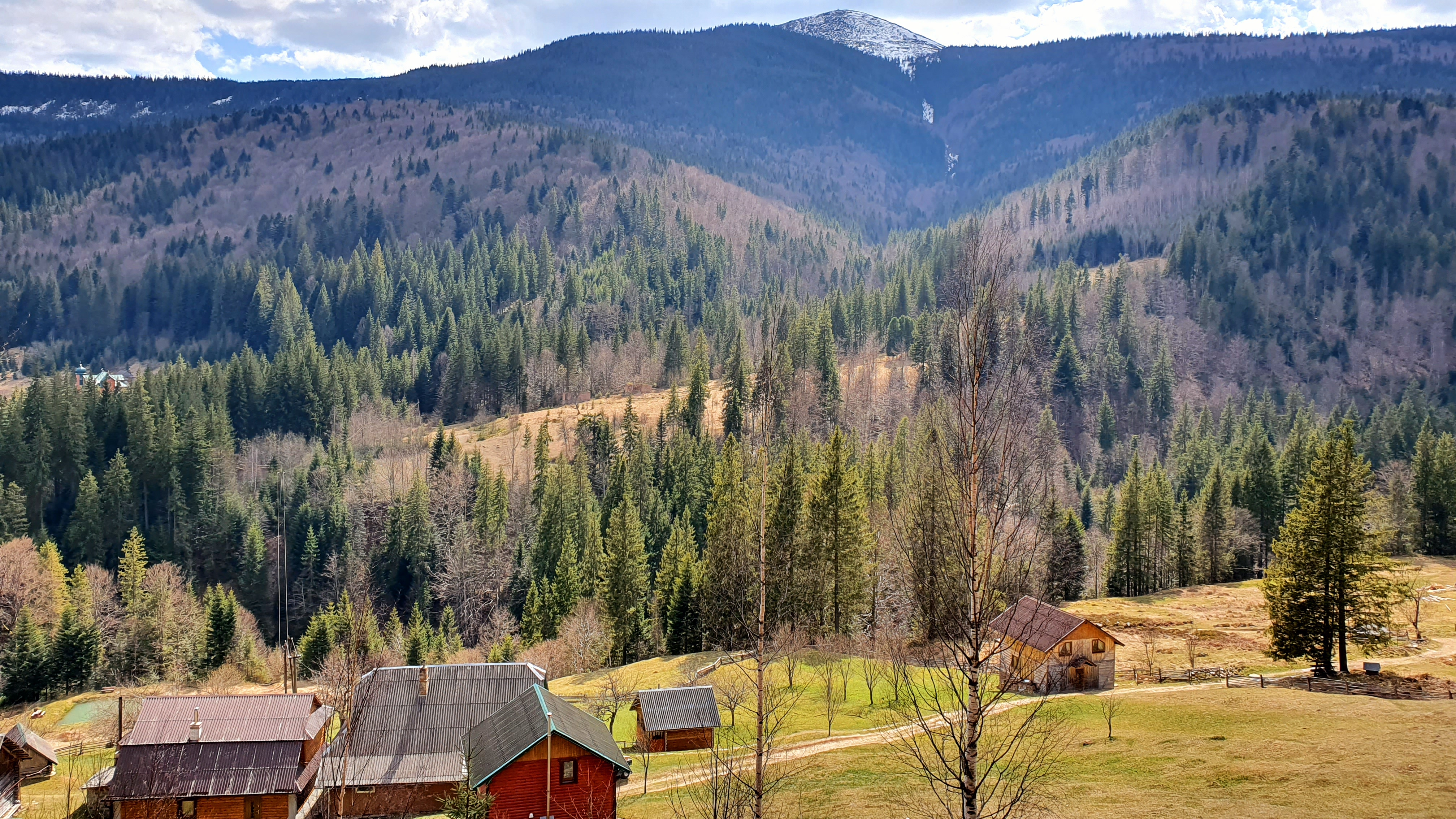
Полонина «Залім»
- Відео водоспаду